# ويلي فيرني
ويليام فيرني أو ويلي فيرني (بالإنجليزية: Willie Fernie)‏ مواليد 22 نوفمبر 1928 في اسكتلندا - الوفاة 1 يوليو 2011 في غلاسكو، كان لاعب ومدرب كرة قدم اسكتلندي كان يلعب كمهاجم. سبق له أن لعب في كأس العالم لكرة القدم مع منتخب بلاده.

## المسيرة الاحترافية

### أندية لعب لها
- نادي سلتيك
- نادي ميدلزبره
- نادي سانت ميرين
- نادي بارتيك ثيسل
- نادي كوليرين
- نادي بانغور

## روابط خارجية
- ويلي فيرني على موقع الاتحاد الدولي (مؤرشف)  (الإنجليزية)
- ويلي فيرني على موقع الاتحاد الإسكتلندي (الإنجليزية)
- ويلي فيرني على موقع قاعدة بيانات كرة القدم.إي يو (الإنجليزية)
- ويلي فيرني على موقع ناشيونال فوتبول تيمز (الإنجليزية)